# Відслонення юрських відкладів
Відслонення юрських відкладів — геологічна пам'ятка природи місцевого значення в Україні. Розташована на території Монастириського району Тернопільської області, біля села Лука, на лівому віддаленому схилі долини річки Дністер, нижче села за течією.
Площа — 0,2 га, статус надано в 1984 році.